# Anzhela Kryvarot
Anzhela Kryvarot (auch Angela Krivarot; * 25. Juni 1972 in Minsk, Sowjetunion) ist eine belarussische Volleyballspielerin.

## Karriere
Anzhela Kryvarot wechselte 2000 aus ihrer belarussischen Heimat zum deutschen Bundesligisten Schweriner SC und gewann hier jeweils dreimal die Deutsche Meisterschaft und den DVV-Pokal. Außerdem belegte sie in den Ranglisten des deutschen Volleyballs jahrelang vorderste Plätze in den Kategorien Aufschlag, Annahme und Angriff und wurde 2008 zur „wertvollsten Spielerin“ gewählt. Danach wechselte sie innerhalb Mecklenburgs zum Regionalligisten SV Fortschritt Neustadt-Glewe, mit dem sie sich 2012 für die neugeschaffene Dritte Liga Nord qualifizierte und hier bis 2015 dreimal in Folge die Meisterschaft gewann.